# イヴィ・アダムー
イヴィ・アダムー（ギリシャ語:Ήβη Αδάμου、発音:[ˈivi aˈðamu]、1993年11月24日 - ）は、キプロスの歌手であり、イオルゴス・セオファヌス（Giorgos Theofanous）の指導の下で第2回のギリシャ版Xファクターに出場したことによりギリシャおよびキプロスで知られるようになった。その後Sony Music Greeceと契約を交わし、2010年に同社からミニ・アルバム『Kalokairi Stin Kardia』が発売された。同年、スピロス・ランブル合唱団との共演作品を収録したミニ・アルバム『Christmas with Ivi Adamou』も発売されている。
2011年には、ユーロビジョン・ソング・コンテスト2012のキプロス代表に選出され、2012年5月にアゼルバイジャンのバクーで開催される同大会に参加する。

## 来歴

### 出自
イヴィ・アダムーは1993年11月24日にキプロス・ファマグスタ地区のアヤ・ナパに生まれた。音楽理論や声楽、ピアノの教育を受け、9歳のときにラルナカの児童音楽祭にてアナ・ヴィッシの「Kaka Paidia」を歌って優勝したのを始め、各種の音楽祭に参加して賞を重ねてきた。

### The X Factor
2009年から2010年にかけて、第2回のギリシャ版Xファクターに参加し、最終的に6位にまで上り詰めた。番組中で、影響を受けたアーティストとしてビヨンセやクリスティーナ・アギレラ、ホイットニー・ヒューストンの名を挙げている。

### The X Factor後
Xファクターでは優勝には至らなかったものの、番組出場によってSony Music Greeceとの契約に漕ぎつけた。
初のリリースとなるミニ・アルバム『Kalokairi Stin Kardia』は2010年6月に発売され、「A*G*A*P*I*」や「Sose Me」がシングル・カットされた。アルバムはギリシャでゴールド版に認定された。また、ヒップ・ホップ・ユニットStaventoの楽曲「San Erthei I Mera」に客演し、20週にわたってギリシャのエアプレイ・チャートの上位5位以内に入り、ダウンロード販売数は6千本に及んだ。2010年、イヴィ・アダムーはStaventoとともにギリシャ各地をツアーした。また同じ年にスピロス・ランブル合唱団（Spiros Lambrou Choir）との共演によるクリスマス曲を収録したミニ・アルバム『Christougenna Me Tin Ivi Adamou』（ギリシャ・キプロス国外では『Christmas with Ivi Adamou』）を制作・発売した。

### ユーロビジョン・ソング・コンテスト2012
キプロス放送協会の内部選考により、イヴィ・アダムーは2012年5月にバクーで開催されるユーロビジョン・ソング・コンテスト2012のキプロス代表に選出された。

## ディスコグラフィー

### アルバム
| 年     | アルバム | チャート最高順位 | チャート最高順位 | 販売数 | 認定 |
| 年     | アルバム | ギリシャ         | キプロス         | 販売数 | 認定 |
| ------ | --- | ---------------- | ---------------- | ------ | ---- |
| 2011年 | San Ena Oneiro - 発売日: 2011年7月22日 - レーベル: Sony Music Greece/Day 1 - 形式: CD, CD/DVD, ダウンロード販売 | 17               | *                | *      | *    |

### ミニ・アルバム
| 年     | アルバム | チャート最高順位 | チャート最高順位 | 販売数       | 認定        |
| 年     | アルバム | ギリシャ         | キプロス         | 販売数       | 認定        |
| ------ | --- | ---------------- | ---------------- | ------------ | ----------- |
| 2010年 | Kalokairi Stin Kardia - 発売日: 2010年7月20日 - レーベル: Sony Music Greece/Day 1 - 形式: CD, ダウンロード販売      | *                | *                | - GRE: 6,000 | - GRE: Gold |
| 2010年 | Christmas with Ivi Adamou - 発売日: 2010年11月22日 - レーベル: Sony Music Greece/Day 1 - 形式: CD, ダウンロード販売 | *                | *                | *            | *           |